# Yoshitada Yamaguchi
Yoshitada Yamaguchi (Prefectura de Shizuoka, Japó, 28 de setembre de 1944), és un exfutbolista japonès.

## Selecció japonesa
Yoshitada Yamaguchi va disputar 49 partits amb la selecció japonesa.